# Novo Horizonte Futebol Clube
Il Novo Horizonte Futebol Clube, meglio noto come Novo Horizonte, è una società calcistica brasiliana con sede nella città di Ipameri.

## Storia
Il club è stato fondato il 27 febbraio 1968. Il Novo Horizonte ha vinto il Campeonato Goiano Segunda Divisão nel 2007. Il club ha partecipato al Campeonato Brasileiro Série C nel 2002, dove è stato eliminato alla seconda fase dall'Anápolis. Il Novo Horizonte ha partecipato alla Coppa del Brasile nel 2004, dove è stato eliminato al primo turno dal Santo André dello stato di San Paolo.

## Palmarès

### Competizioni statali
- Campeonato Goiano Segunda Divisão: 1

2007
- Campeonato Goiano Terceira Divisão: 1

2013